# Tiếng Hàn Quốc
Tiếng Hàn Quốc, Tiếng Hàn hay Hàn ngữ (tiếng Hàn: 한국어; Hanja: 韓國語; Romaja: Hangugeo; Hán-Việt: Hàn Quốc ngữ - cách gọi của Hàn Quốc) hoặc Tiếng Triều Tiên hay Triều Tiên ngữ (tiếng Triều Tiên: 조선어; Hancha: 朝鮮語; McCune–Reischauer: Chosŏnŏ; Hán-Việt: Triều Tiên tiếng - cách gọi của Cộng hòa Dân chủ Nhân dân Triều Tiên) là một loại ngôn ngữ Đông Á. Đây là ngôn ngữ phổ dụng nhất tại Đại Hàn Dân Quốc và Cộng hòa Dân chủ Nhân dân Triều Tiên, đồng thời là ngôn ngữ chính thức của cả hai miền Bắc và Nam trên bán đảo Triều Tiên. Tiếng Hàn Quốc-Triều Tiên cũng được sử dụng rộng rãi ở Diên Biên, Trường Bạch - nơi có đông đảo cộng đồng người gốc Triều Tiên sinh sống; cùng một số khu vực khác của Trung Quốc.
Việc phân loại phả hệ cho tiếng Hàn Quốc-Triều Tiên hiện vẫn còn đang gây ra nhiều tranh cãi. Các nhà ngôn ngữ học cho rằng ngôn ngữ này thuộc ngữ hệ Altai, mặc dù một số khác thì lại cho rằng đây là một ngôn ngữ tách biệt. Tiếng Hàn Quốc về bản chất là một ngôn ngữ chắp dính về mặt hình thái, có dạng "chủ-tân-động" về mặt cú pháp. Hiện nay, tiếng Hàn Quốc-Triều Tiên là bộ phận quan trọng hàng đầu trong quá trình phát triển và sự toàn cầu hóa của bộ môn Triều Tiên học cũng như Đông Á học.

## Tên gọi

### Khái quát chung
Tên gọi của ngôn ngữ này hiện đang được đặt cơ bản theo tên gọi tại quốc gia mà nó được sử dụng, ở Triều Tiên hoặc Hàn Quốc, bằng cách ghép đơn giản "quốc gia + ngữ/tiếng" theo nguyên tắc chữ Hán. Trong đó quốc gia là Hàn Quốc (한국 / 韓國 / Hanguk) hoặc Triều Tiên (조선 / 朝鮮 / Chosŏn) và ngữ (trong từ ngôn ngữ, 어 / 語 / eo) hoặc tiếng (trong từ thuần Triều Tiên 말 / mal). Các tổ hợp tên gọi được tạo lập mang đủ ý nghĩa biểu trưng gồm: Hàn Quốc ngữ (한국어 / 韓國語 / Hangugeo), Hàn Quốc tiếng (한국말 / 韓國말 / Hangukmal), Triều Tiên ngữ (조선어 / 朝鮮語 / Chosŏnŏ) và Triều Tiên tiếng (조선말 / 朝鮮말 / Chosŏnmal).
- Tại CHDCND Triều Tiên và CHND Trung Hoa (Diên Biên, Trường Bạch), ngôn ngữ này được gọi chính thức là Chosŏnmal có liên quan đến việc hạn chế sử dụng và hạn chế tầm ảnh hưởng của văn hoá Trung Hoa thông qua chữ Hán. CHDCND Triều Tiên chọn phương ngữ Bình An làm tiêu chuẩn phát âm, gọi là Munhwaŏ (문화어 / 文化語 / văn hoá ngữ, tức "ngữ điệu thể hiện văn hoá").
- Tại Hàn Quốc, tên gọi phổ quát là Hangugeo và lấy phương ngữ Seoul làm phát âm tiêu chuẩn quốc gia, đặt tên Pyojun-eo (표준어 / 標準語 / tiêu chuẩn ngữ).

Một số tên gọi khác được chấp nhận và vẫn xuất hiện phổ biến trong giao tiếp, như Gugeo (국어 / 國語 / Quốc ngữ), Gungmun (국문 / 國文 / Quốc văn), Urimal (우리말, "tiếng của chúng ta"). Ngoài ra, những người Triều Tiên di cư sống tại Nga lại gọi ngôn ngữ này là Goryeomal (고려말 / 高麗말 / Cao Ly tiếng).

### Tại Việt Nam
Việt Nam đã thiết lập quan hệ ngoại giao với hai quốc gia trên bán đảo Triều Tiên ở hai thời điểm khác nhau. Tuy chỉ mới gần đây nhưng so với CHDCND Triều Tiên vốn mang tình hữu nghị cộng sản thì quan hệ ngoại giao Việt Nam – Hàn Quốc đã phát triển mạnh mẽ, sâu rộng, thiết thực và phong phú hơn rất nhiều, trải dài trong các lĩnh vực từ văn hóa, chính trị, kinh tế, xã hội cho đến thương mại, an ninh, quốc phòng và đặc biệt là trong giáo dục. Do vậy ở Việt Nam, ngôn ngữ này thường được gọi là "tiếng Hàn Quốc" hay "tiếng Hàn" nhiều hơn và phổ biến hơn so với cách gọi "tiếng Triều Tiên".

### Sự tương đồng
Cả tiếng Tamil và tiếng Hàn đều sử dụng rất nhiều kính ngữ và ngôn ngữ tôn trọng. Cả tiếng Tamil và tiếng Hàn đều sử dụng trật tự từ chủ ngữ-tân ngữ-động từ. Jung Nam Kim, Chủ tịch Hiệp hội Nghiên cứu Tamil Hàn Quốc, người nói tiếng Tamil, tuyên bố ông đã tìm thấy 500 từ giống nhau giữa hai ngôn ngữ, chẳng hạn như “tôi” là “naan” trong tiếng Tamil và trong tiếng Hàn, tương tự “bạn” là “ nee” trong cả hai. Ngoài những từ đó, những từ như amma (mẹ), appa (bố), irrukke (như thế này, theo cách này), v.v. cũng có âm tiết giống nhau ở cả hai nền văn hóa.

## Phân loại và các ngôn ngữ liên quan
Việc phân loại tiếng Triều Tiên vẫn còn nhiều tranh cãi. Nhiều nhà ngôn ngữ học Triều Tiên và phương Tây nhận thấy mối quan hệ họ hàng với ngữ hệ Altai. Tuy nhiên, điều này vẫn chưa được chứng minh rõ ràng, và nhiều người vẫn xem tiếng Triều Tiên là một ngôn ngữ biệt lập (Language Isolate). Một số khác lại cho rằng có mối quan hệ gần gũi giữa tiếng Nhật và tiếng Triều Tiên.
Mối quan hệ của tiếng Triều Tiên với các ngôn ngữ Altai và ngôn ngữ Altai nguyên thủy đã được đưa ra, những giả thuyết này nay đa phần bị bác bỏ. Tiếng Triều Tiên giống với các ngôn ngữ Altai ở chỗ chúng đều thiếu một số thành phần ngữ pháp, bao gồm số, giống, các mạo từ, sự hình thành cấu trúc các từ (fusional morphology), thể và đại từ liên kết (Kim Namkil). Tiếng Triều Tiên đặc biệt giống về sự hình thành cấu trúc từ với một số ngôn ngữ thuộc nhánh phía Đông của nhóm ngôn ngữ Turk trong hệ Altai, đặc biệt là tiếng Yakut.
Khả năng về quan ngữ hệ giữa tiếng Triều Tiên và tiếng Nhật là một vấn đề nhạy cảm vì mối quan hệ lịch sử phức tạp giữa hai nước này. Khả năng về quan ngữ hệ giữa Bách Tế (百濟/백제/Baekje) và Nhật Bản đã được nghiên cứu, và các nhà ngôn ngữ học Triều Tiên chỉ ra mối giống nhau về hệ thống âm vị, bao gồm việc một số âm không có phụ âm cuối. Ngoài ra, có rất nhiều từ giống nhau giữa ngôn ngữ của Bách Tế và tiếng Nhật, như mir và mi đều được dùng để chỉ "số 3".
Tiếng Cao Câu Ly (高句麗/고구려/Koguryo) và tiếng Bách Tế được xem là có liên hệ với nhau, có thể đều cùng xuất phát từ vương quốc Cổ Triều Tiên (Kochoson) nhưng trong cổ sử của Triều Tiên, Cao Câu Ly và Bách Tế ở một phía và các ngôn ngữ của hai vương quốc Tam Hàn (Samhan) và Tân La (新羅/신라/Silla) ở phía kia, tuy vậy nhiều học giả Triều Tiên tin rằng chúng có cùng gốc và là cơ sở nền tảng cho tiếng Triều Tiên hiện đại.

## Phân bố địa lý
Hầu hết cư dân nói ngôn ngữ này sống ở CHDCND Triều Tiên và Hàn Quốc. Tuy nhiên ngày nay, có một bộ phận người Triều Tiên và người Hàn Quốc đang làm việc và sinh sống ở Trung Quốc, Úc, Nga, Nhật Bản, Brasil, Canada, châu Âu và Mỹ.

## Tiếng địa phương
Tiếng Triều Tiên có rất nhiều tiếng địa phương, gọi là 方言/방언/bang-eon - "phương ngôn", hay 사투리/saturi.
Tiếng Hàn Quốc tiêu chuẩn (標準語/표준어/Pyojuneo - tiêu chuẩn ngữ hay Pyojunmal) của Hàn Quốc được tiêu chuẩn hóa dựa trên tiếng địa phương của các khu vực xung quanh Seoul, và Tiếng Triều Tiên chuẩn dựa trên tiếng địa phương xung quanh Bình Nhưỡng. Hai phương ngữ này là như nhau (đều là tiếng địa phương miền trung của bán đảo Triều Tiên) và người Triều Tiên có thể hiểu được tất cả các phương ngữ, ngoại trừ thổ ngữ của đảo Jeju. Phương ngữ Jeju được xem như là một thứ tiếng khác biệt bởi các nhà ngôn ngữ học Triều Tiên. Một trong những khác biệt để ý được giữa các phương ngữ là cách nhấn âm: người nói giọng Seoul rất ít khi nhấn giọng và tiếng Hàn Quốc chuẩn có ngữ âm rất ngang; trong khi đó, những người dùng giọng Gyeongsang có một ngữ điệu phát âm nghe giống với tiếng châu Âu hơn đối với những người phương Tây.
Có một liên hệ mật thiết giữa các thổ ngữ Triều Tiên này và các vùng của Triều Tiên, bởi vì ranh giới của chúng đa số được xác định bởi các dãy núi và biển. Sau đây là liệt kê tên của các thổ ngữ truyền thống và các địa phương tương ứng:
| Giọng chuẩn quốc gia       | Nơi sử dụng                                                                                        |
| -------------------------- | -------------------------------------------------------------------------------------------------- |
| Seoul giọng chuẩn quốc gia | Ngôn ngữ tiêu chuẩn của Hàn Quốc. Seoul, Incheon, Gyeonggi (Hàn Quốc); Kaesong (CHDCND Triều Tiên) |
| Munhwaŏ (문화어)           | Ngôn ngữ tiêu chuẩn của CHDCND Triều Tiên. Dựa trên phương ngữ Bình An (P'yŏngan).                 |
| Giọng địa phương           | Nơi sử dụng                                                                                        |
| P'yŏngan                   | Bình Nhưỡng, vùng P'yŏngan, Chagang (CHDCND Triều Tiên)                                            |
| Chungcheong                | Daejeon, vùng Chungcheong (Hàn Quốc)                                                               |
| Gangwon                    | Vùng Gangwon (Hàn Quốc)/vùng Kangwŏn (CHDCND Triều Tiên)                                           |
| Gyeongsang                 | Busan, Daegu, Ulsan, vùng Gyeongsang (Hàn Quốc)                                                    |
| Hamgyŏng                   | Rasŏn, vùng Hamgyŏng, vùng Ryanggang (CHDCND Triều Tiên)                                           |
| Hwanghae                   | Vùng Hwanghae (CHDCND Triều Tiên)                                                                  |
| Jeju                       | Đảo Jeju (Hàn Quốc)                                                                                |
| Jeolla                     | Gwangju, vùng Jeolla (Hàn Quốc)                                                                    |

## Phát âm

### Phụ âm

Âm tiếng Triều Tiên.

|                |       | Âm môi  | Âm chân răng | Âm sau chân răng | Âm vòm mềm            | Âm thanh hầu |
| -------------- | ----- | ------- | ------------ | ---------------- | --------------------- | ------------ |
| Mũi            | Mũi   | ㅁ /m/  | ㄴ /n/       |                  | ㅇ /ŋ/ (âm tiết-cuối) |              |
| Tắc và Tắc xát | chùng | ㅂ /p/  | ㄷ /t/       | ㅈ /t͡ɕ/          | ㄱ /k/                |              |
| Tắc và Tắc xát | căng  | ㅃ /p͈/  | ㄸ /t͈/       | ㅉ /t͡ɕ͈/          | ㄲ /k͈/                |              |
| Tắc và Tắc xát | bật   | ㅍ /pʰ/ | ㅌ /tʰ/      | ㅊ /t͡ɕʰ/         | ㅋ /kʰ/               |              |
| Xát            | chùng |         | ㅅ /s/       |                  |                       | ㅎ /h/       |
| Xát            | căng  |         | ㅆ /s͈/       |                  |                       |              |
| Chảy           | Chảy  |         | ㄹ /l/       |                  |                       |              |

Các từ ví dụ cho các phụ âm:
| Âm vị | IPA  | Ví dụ | Latin hóa | Nghĩa tiếng Việt |
| ----- | ---- | ----- | --------- | ---------------- |
| ㅂ    | pː   | 발    | bal       | bàn chân         |
| ㅃ    | b̬    | 빨    | bbal      | bú               |
| ㅍ    | pʰ   | 팔    | pal       | cánh tay         |
| ㅁ    | m    | 말    | mal       | mã (ngựa)        |
| ㄷ    | tː   | 달    | dal       | mặt trăng        |
| ㄸ    | d̬    | 딸    | ttal      | con gái          |
| ㅌ    | tʰ   | 탈    | tal       | cưỡi             |
| ㄴ    | n    | 날    | nal       | ngày             |
| ㅈ    | tsː  | 잘    | jal       | tốt              |
| ㅉ    | d̬z̬   | 짤    | jjal      | ép, vắt          |
| ㅊ    | tsʰ  | 찰    | chal      | đá               |
| ㄱ    | kː   | 갈    | gal       | đi               |
| ㄲ    | ɡ̬    | 깔    | kkal      | lan tỏa          |
| ㅋ    | kʰ   | 칼    | kal       | con dao          |
| ㅇ    | ŋ    | 방    | bang      | phòng            |
| ㅅ    | sː   | 살    | sal       | thịt             |
| ㅆ    | z̬    | 쌀    | ssal      | cơm              |
| ㄹ    | r, l | 바람  | baram     | gió              |
| ㅎ    | h    | 할    | hal       | làm              |

### Nguyên âm
|  |  |  |

| Nguyên âm đơn | /i/ ㅣ, /e/ ㅔ, /ɛ/ ㅐ, /a/ ㅏ, /o/ ㅗ, /u/ ㅜ, /ʌ/ ㅓ, /ɯ/ ㅡ, /ø/ ㅚ                                     |
| Nguyên âm đôi | /je/ ㅖ, /jɛ/ ㅒ, /ja/ ㅑ, /wi/ ㅟ, /we/ ㅞ, /wɛ/ ㅙ, /wa/ ㅘ, /ɰi/ ㅢ, /jo/ ㅛ, /ju/ ㅠ, /jʌ/ ㅕ, /wʌ/ ㅝ |

## Văn phạm
Tiếng Triều Tiên là một ngôn ngữ chắp dính. Dạng cơ bản của một câu trong tiếng Triều Tiên là "chủ ngữ - tân ngữ - động từ" và từ bổ nghĩa đứng trước từ được bổ nghĩa. Chú ý là một câu có thể không tuân thủ trật tự "chủ-tân-động", tuy nhiên, nó phải kết thúc bằng động từ.
Trong tiếng Triều Tiên, các từ "không cần thiết" có thể được lược bỏ khỏi câu khi mà ngữ nghĩa đã được xác định. Nếu dịch sát nghĩa từng từ một từ tiếng Triều Tiên sang tiếng Việt thì một cuộc đối thoại bằng có dạng như sau:
H: "가게에 가세요?" (gage-e gaseyo?)
G: "예." (ye.)
H: "cửa hàng-đến đi?"
G: "Ừ."
trong tiếng Việt sẽ là:
H: "Đang đi đến cửa hàng à?"
G: "Ừ."
Khác với hầu hết các ngôn ngữ châu Âu, tiếng Triều Tiên không chia động từ theo chủ ngữ và danh từ không có giống ngữ pháp. Thay vào đó, động từ được chia phụ thuộc vào thì và vào mối quan hệ giữa người nói với nhau. Khi nói với hay về bạn bè, người nói dùng một cách chia nhưng với bố mẹ hay với những người đáng kính trọng thì lại dùng cách chia khác.

## Từ vựng
| Số | Số đếm Hán-Hàn | Số đếm Hán-Hàn | Số đếm thuần Hàn | Số đếm thuần Hàn |
| Số | Hangul         | Latinh hóa     | Hangul           | Latinh hóa       |
| -- | -------------- | -------------- | ---------------- | ---------------- |
| 1  | 일             | il             | 하나             | hana             |
| 2  | 이             | i              | 둘               | dul              |
| 3  | 삼             | sam            | 셋               | set              |
| 4  | 사             | sa             | 넷               | net              |
| 5  | 오             | o              | 다섯             | daseot           |
| 6  | 육, 륙         | yuk, ryuk      | 여섯             | yeoseot          |
| 7  | 칠             | chil           | 일곱             | ilgop            |
| 8  | 팔             | pal            | 여덟             | yeodeol          |
| 9  | 구             | gu             | 아홉             | ahop             |
| 10 | 십             | sip            | 열               | yeol             |

Cốt lõi của từ vựng tiếng Triều Tiên là từ các từ có nguồn gốc Triều Tiên thuần túy. Tuy nhiên, khoảng 70% từ vựng, đặc biệt là các thuật ngữ khoa học, là các từ Hán-Triều mượn từ tiếng Hán. Con số này gần như tương đương với số lượng từ Hán Việt của người Việt. Ngoài ra cũng có các từ có gốc từ tiếng Mông Cổ, tiếng Phạn và một số ngôn ngữ khác. Ngày nay, có nhiều từ mượn từ các ngôn ngữ châu Âu như tiếng Đức và gần đây là tiếng Anh.
Các con số là một ví dụ về sự vay mượn. Giống như tiếng Việt và tiếng Nhật, tiếng Triều Tiên có hai hệ thống số - một hệ số thuần Triều Tiên và một hệ số Hán-Triều (Hán-Hàn).

## Hệ thống chữ viết
Trong lịch sử thì người Triều Tiên sử dụng "Hanja" hay Hán tự để ký âm cho ngôn ngữ của mình. Vào thế kỷ 15, vua Triều Tiên Thế Tông (世宗/세종) phát minh ra chữ Hàn (조선글 - Chosŏn'gŭl hay 한글 - Hangul), có thể kết hợp với Hanja để viết các từ Hán-Triều. Tiếng Triều Tiên là một ngôn ngữ không thanh điệu nên khi phát âm các từ Hán-Triều, người Triều Tiên sẽ phát âm rất nhiều từ đồng âm, do vậy, để tránh tình trạng hiểu sai nghĩa và dùng sai từ, tại Hàn Quốc hiện nay vẫn dạy 1800 ký tự Hanja cho trẻ em, trong khi đó CHDCND Triều Tiên đã hủy bỏ việc sử dụng chữ Hán trong hệ thống văn nói và viết này từ cách đây hàng thập kỷ.
Chosŏn'gŭl bao gồm 24 ký tự - 14 phụ âm và 10 nguyên âm mà chủ yếu được viết bằng các khối âm tiết gồm 2 đến 5 thành phần. Khác với Hán tự là chữ biểu ý, Chosŏn'gŭl là chữ biểu âm (giống như Kana hay chữ Quốc ngữ). Điều đó có nghĩa là, nếu người Việt đọc chữ 男 là "nam", viết theo chữ Quốc ngữ là "n + a + m = nam" thì người Triều Tiên cũng phát âm là "nam" và viết theo Chosŏn'gŭl là ㄴ(n) + ㅏ(a) + ㅁ(m) = 남(nam)
Dưới đây là một bảng các ký hiệu của bảng chữ cái tiếng Triều Tiên và các giá trị theo chuẩn bảng mẫu tự phiên âm quốc tế (IPA):
| IPA        | p  | t  | c  | k  | b̬  | d̬  | ɟ̬  | ɡ̬  | pʰ | tʰ | cʰ | kʰ | s  | h  | z̬  | m  | n  | ŋ  | w | r  | j |
| Chosŏn'gŭl | ㅂ | ㄷ | ㅈ | ㄱ | ㅃ | ㄸ | ㅉ | ㄲ | ㅍ | ㅌ | ㅊ | ㅋ | ㅅ | ㅎ | ㅆ | ㅁ | ㄴ | ㅇ |   | ㄹ |   |

| IPA        | i  | e  | ɛ  | a  | o  | u  | ʌ  | ɯ  | ɯi | je | jɛ | ja | jo | ju | jʌ | wi | we | wɛ | wa | wʌ |
| Chosŏn'gŭl | ㅣ | ㅔ | ㅐ | ㅏ | ㅗ | ㅜ | ㅓ | ㅡ | ㅢ | ㅖ | ㅒ | ㅑ | ㅛ | ㅠ | ㅕ | ㅟ | ㅞ | ㅙ | ㅘ | ㅝ |

Tiếng Triều Tiên hiện đại sử dụng các khoảng trắng để phân biệt giữa các từ, đây là một đặc điểm không thấy ở tiếng Trung và tiếng Nhật. Các dấu câu trong tiếng Triều Tiên hầu như giống với các dấu câu ở các ký tự Latinh. Trước đây, chữ Triều Tiên được viết dọc theo cột từ trên xuống dưới, phải sang trái (kiểu viết truyền thống Đông Á, giống như người Việt xưa viết chữ Hán chữ Nôm thời phong kiến), nhưng bây giờ cũng được viết ngang từ trái sang phải, trên xuống dưới giống như cách viết chữ Latinh của phương tây. Cách viết dọc chỉ dùng trong một số trường hợp như viết thư pháp hay biển hiệu quảng cáo dọc.
Ngoài ra, đối với các tín đồ Hồi giáo Hàn Quốc và những người nhập cư gốc Hồi giáo đến Hàn Quốc còn sử dụng thêm 1 bảng chữ cái nữa có nguồn gốc Ả Rập, sử dụng văn tự Ả rập đã được biến đổi lại để phù hợp trong việc ghi âm tiếng Hàn, gọi là bảng chữ cái "Kuryan".

## Sự khác biệt về ngôn ngữ giữa CHDCND Triều Tiên và Hàn Quốc
Tiếng Triều Tiên sử dụng ở Triều Tiên và Hàn Quốc thể hiện những khác biệt trong phát âm, chính tả, ngữ pháp và từ vựng.
Cách phát âm ở các bảng dưới được thể hiện dưới dạng Revised Romanization, McCune–Reischauer và Hangul.

### Phát âm
Một số từ được viết giống nhau nhưng phát âm khác nhau:
| Từ     | Nghĩa trong tiếng Việt      | Cách phát âm                     | Cách phát âm | Cách phát âm                  | Cách phát âm |
| Từ     | Nghĩa trong tiếng Việt      | Bắc (RR/MR)                      | Bắc (hangul) | Nam (RR/MR)                   | Nam (hangul) |
| ------ | --------------------------- | -------------------------------- | ------------ | ----------------------------- | ------------ |
| 읽고   | đọc                         | ilko (ilko)                      | 일코         | lkko (ilkko)                  | 일꼬         |
| 압록강 | Áp Lục giang                | am-rok-gang (am-rok-kang)        | 암록깡       | am-nok-kang (am-nok-kang)     | 암녹깡       |
| 독립   | độc lập                     | dong-rip (tong-rip)              | 동립         | dong-nip (tong-nip)           | 동닙         |
| 관념   | quan niệm                   | gwal-lyeom (kwal-lyŏm)           | 괄렴         | gwan-nyeom (kwan-nyŏm)        | 관념         |
| 혁신적 | cách tân đích (để cách tân) | hyeok-sin-jjeok (hyŏk-sin-tchŏk) | 혁씬쩍       | hyeok-sin-jeok (hyŏk-sin-jŏk) | 혁씬적       |

### Cách viết
Một số từ được viết khác nhau giữa miền Bắc và miền Nam, nhưng phát âm thì giống nhau:
| Cách viết | Cách viết | Nghĩa         | Phát âm(RR/MR)      | Chú ý                                            |
| Bắc       | Nam       | Nghĩa         | Phát âm(RR/MR)      | Chú ý                                            |
| 해빛      | 햇빛      | ánh nắng      | haetbit (haetpit)   | Phía Bắc không ghi ra "sai siot" (âm ㅅ ở giữa). |
| 벗꽃      | 벚꽃      | hoa đào       | beotkkot (pŏtkkot)  |                                                  |
| 못읽다    | 못 읽다   | không thể đọc | monnikda (monnikta) | Khoảng trắng.                                    |
| 한나산    | 한라산    | Hallasan      | hallasan (hallasan) | Ở miền Bắc, ít khi nn được phát âm như ll.       |

### Cả phát âm và chữ viết
| Từ                 | Từ                         | Từ                 | Từ                       | Nghĩa      | Ghi chú |
| Cách viết miền Bắc | Phát âm miền Bắc           | Cách viết miền Nam | Phát âm miền Nam         | Nghĩa      | Ghi chú |
| ------------------ | -------------------------- | ------------------ | ------------------------ | ---------- | --- |
| 력량               | ryeong-ryang (ryŏng-ryang) | 역량               | yeong-nyang (yŏng-nyang) | lực lượng  | Phụ âm đầu r theo sau bởi i hoặc y sẽ bị lược bỏ ở miền Nam |
| 로동               | ro-dong (ro-dong)          | 노동               | no-dong (no-dong)        | lao động   | Phụ âm đầu r sẽ đổi thành n nếu không theo sau bởi i hoặc y (miền Nam) |
| 원쑤               | won-ssu (wŏn-ssu)          | 원수               | won-su (wŏn-su)          | nguyên thủ | Từ đồng âm của rất nhiều từ: nguyên thủ, nguyên soái, nguyên sổ, oán thù, nguyên thủy, viên thủy, oan tù, viễn thủy...                                                               |
| 라지오             | ra-ji-o (ra-ji-o)          | 라디오             | ra-di-o (ra-di-o)        | radio      | |
| 안해               | anhae (anhae)              | 아내               | anae (anae)              | vợ         | |
| 꾸바               | kku-ba (kku-ba)            | 쿠바               | ku-ba (k'u-ba)           | Cuba       | |
| 페                 | pe (p'e)                   | 폐                 | pye (p'ye), pe (p'e)     | phế (phổi) | Đôi khi người ta phát âm giống nhau (pe) và bỏ qua 'y'. |
| 웻남               | wet-nam                    | 월남               | wol-lam                  | Việt Nam   | Sau này người Hàn Quốc sử dụng từ 베트남 để gọi tên Việt Nam. (beteunam, ký âm sát với cách phát âm. Tiếng Triều Tiên không có phụ âm 'v' nên họ phải dùng 'b' để phát âm tương tự). |

Ngoài ra, các từ Hán-Triều có kết thúc là ㄷ hoặc ㅅ (đều phát âm là /t/ khi ở vị trí phụ âm cuối) thì tiếng tiêu chuẩn miền Nam đổi thành ㄹ /r/.

### Văn phạm
Một số phần văn phạm cũng khác biệt:
| Từ                 | Từ                   | Từ                 | Từ                  | Nghĩa                                      | Chú ý |
| Cách viết miền Bắc | Phát âm miền Bắc     | Cách viết miền Nam | Phát âm miền Nam    | Nghĩa                                      | Chú ý |
| 되였다             | doeyeotda (toeyŏtta) | 되었다             | doeeotda (toeŏtta)  | thì quá khứ của 되다 (doeda/toeda), "được" | Mọi dạng văn phạm giống nhau thì miền Bắc dùng 여 còn miền Nam dùng 어.                                                                     |
| 고마와요           | gomawayo (komawayo)  | 고마워요           | gomawoyo (komawŏyo) | cảm ơn                                     | ㅂ-Mọi động từ bất quy tắc ở phía Bắc dùng 와 (wa) cho mọi kết thúc bằng nguyên âm; còn ở miền Nam thì chỉ dùng với động từ có một âm tiết. |
| 할가요             | halgayo (halkayo)    | 할까요             | halkkayo (halkkayo) | Có làm không? (Lời đề nghị)                | Mặc dù hangul khác nhau, nhưng phát âm là giống nhau (i.e. với âm mạnh ㄲ).                                                                 |